# ぬくもり On Time
ぬくもり On Time（ぬくもり オン・タイム）は、岐阜放送ラジオで2011年7月1日から、毎日 21:30 - 21:40に放送されているラジオ番組。西濃運輸の一社提供番組である。

## 内容
- 「あったかい話題と、心地よい音楽をお届けする」のが番組のコンセプト。
- 長年続いた「カンガルー歌の定期便」の後継番組である。「歌の定期便」の主要コーナーだった交通標語の紹介を廃したのを除けば、軽い音楽とトークで構成された番組フォーマットはほぼ同じであり、「歌の定期便」のリニューアル版とも云える。
  - トークについては、古今東西の格言や諺をテーマにしているのが目立つ。2014年辺りからは「『ぬくもり On Time』、今日のひとことです」という前振りを入れてから何らかの格言等を述べ、曲をかけるか、或いはその格言等をテーマにした短いトークに進んだりしている。
  - 番組内で流す曲に関しては、ジャンルを固定せずに、1回につき必ず2曲放送している。
- ナイター中継がある場合は、2017年まで試合終了後に時間をずらしての放送となる場合があった。

## パーソナリティ
- 今尾ひな子（個人ブログ）

## テーマ曲
- 魔法陣「皆の力は凄いらしい」  - 番組のオープニングとエンディングで流れる（一部インストゥルメンタル）。魔法陣の楽曲「あなたに届け」が、当番組内でも放送されている西濃運輸のコマーシャルに採用されている。